# Ballyhaunis (stacja kolejowa)
Ballyhaunis (ang: Ballyhaunis railway station) – stacja kolejowa w miejscowości Ballyhaunis, w hrabstwie Mayo, w Irlandii. Znajduje się na linii Dublin – Westport/Galway Została otwarta w 1862 roku. 
Stacja jest zarządzana i obsługiwana przez Iarnród Éireann.

## Historia
Została otwarta 1 października 1861.
Ruch pasażerski na stacji wzrosła zwłaszcza przez pielgrzymów po zdarzeniu w 1879, kiedy miało miejsce objawienie Najświętszej Maryi Panny, świętego Józefa, św Jana Ewangelisty i Jezusa Chrystusa (jako Baranka Bożego) w pobliskim mieście Knock.

## Linie kolejowe
- Dublin – Westport/Galway